# Herqueville (Eure)
Herqueville – miejscowość i gmina we Francji, w regionie Normandia, w departamencie Eure. Przez miejscowość przepływa Sekwana. 
Według danych na rok 1990 gminę zamieszkiwały 182 osoby, a gęstość zaludnienia wynosiła 48 osób/km² (wśród 1421 gmin Górnej Normandii Herqueville plasuje się na 719. miejscu pod względem liczby ludności, natomiast pod względem powierzchni na miejscu 785).